# Göttliche Intervention – Eine Chronik von Liebe und Schmerz
Göttliche Intervention – Eine Chronik von Liebe und Schmerz (arabisch يد إلهية, DMG yad ilāhiyya) ist ein Film des palästinensischen Regisseurs Elia Suleiman aus dem Jahr 2002. Der Film besteht hauptsächlich aus einer Reihe kurzer, miteinander verbundener Sketche, die einen Tag im Leben eines in Nazareth lebenden Palästinensers zeigen, dessen Freundin einige Checkpoints entfernt in Ramallah im Westjordanland lebt.

## Handlung
Im heutigen Nazareth, wo die Spannungen zwischen Juden und arabischen Israelis immer spürbarer werden, lebt der Palästinenser E.S. Er wohnt mit seinen Eltern in einem bescheidenen Haus und hat eine Beziehung mit einem schönen palästinensischen Mädchen aus Ramallah im Westjordanland, mit dem er sich nur einmal treffen kann, in seinem Auto, im Niemandsland vor dem Kontrollpunkt (Al-Ram-Checkpoint) zwischen den beiden Städten.
Eines Tages erleidet sein Vater einen Herzinfarkt und wird ins Krankenhaus eingeliefert; E.S. besucht ihn jeden Tag und kann nicht anders, als hilflos zu sein angesichts des täglichen Ruins, der sich ihm darbietet. Nachbarn, die sich wegen Kleinigkeiten wie Müll oder schikanösen Fußbällen tödlich streiten, schlecht ausgeführte Stadtentwicklungsarbeiten, die zu surrealen Verkehrsunfällen führen, israelische Soldaten am Checkpoint, die mit Megaphonen den Autoverkehr marodieren oder unfähig sind, einem Touristen den richtigen Weg ins Zentrum zu zeigen.
E.S. ist mit seinen Gedanken ganz allein. In einer Szene wirft er einen Pfirsichkern aus dem Autofenster, woraufhin ein Panzer in der Nähe explodiert. War es er selbst, der sich einbildete, eine Bombe geworfen zu haben, oder waren es die israelischen Soldaten im Panzer, die sich einbildeten, er, ein Palästinenser, sei zu so etwas fähig? Oder lässt er in Gedanken die Wachtürme der Checkpoints vor den Soldaten zusammenbrechen, die ihn daran hindern könnten, seine Geliebte zu sehen, oder flüchtet er sich in die Liebe zu seiner Freundin, mit der er beim üblichen Rendezvous im Auto einen Luftballon mit dem karikierten Gesicht von Jassir Arafat aufbläst und ihn am Checkpoint vorbei schweben lässt und schließlich am Felsendom niederlässt.
Doch eines schrecklichen Tages, nach einem Terroranschlag in der Nähe des Nachbarhauses, als sich gleichzeitig der Gesundheitszustand seines Vaters drastisch verschlechtert, erscheint E.S.s Freundin nicht mehr zu ihrer üblichen Verabredung und man vermutet, dass sie als Selbstmordattentäterin für einen neuen Anschlag in Israel rekrutiert wurde. E.S. stellt sie sich in einer Matrix-ähnlichen Szene vor, in der sie mit einer Keffiyeh bekleidet und mit Handgranaten bewaffnet einen Hubschrauber abschießt und eine Gruppe israelischer Soldaten ausschaltet, die auf eine Silhouette schießen.
Nachdem er ein hebräisches Rekrutierungsschild mit der Aufschrift „Komm und schieß, wenn du bereit bist“ gelesen hat, auf dem auch ein stereotypes Bild des palästinensischen Terroristen abgebildet ist, provoziert er einen jüdischen Autofahrer mit einem scheinbar „subversiven“ Lied. Der Vater von E.S. stirbt, und E.S. findet sich allein mit seiner Mutter wieder, umgeben von schmerzhaften Erinnerungen an die Vergangenheit, während sie das Abendessen in einem Schnellkochtopf zubereiten.

## Oscar-Kontroverse
Die Einreichung des Films für den Oscar als bester fremdsprachiger Film 2003 löste heftige Kontroversen aus. Ende 2002 autorisierte der Produzent Humbert Balsan den US-Verleih des Films zur Veröffentlichung einer Erklärung, in der es hieß, Balsan habe bei der Academy of Motion Picture Arts and Sciences angefragt, ob der Film für den besten fremdsprachigen Film nominiert werden könne. Laut Balsan wurde dies abgelehnt, weil „Palästina kein Staat ist, den wir in unseren Regeln anerkennen“. Der Sprecher der Academy, John Pavlik, erklärte jedoch, dass die Academy nie eine Entscheidung in dieser Frage getroffen habe, da Suleiman seinen Film nie eingereicht habe.
Der Film wurde im folgenden Jahr erneut für den Oscar als bester fremdsprachiger Film 2004 eingereicht, und Pavlik erklärte gegenüber Variety: „Das Komitee hat beschlossen, Palästina als Ausnahme zu behandeln, so wie wir Hongkong als Ausnahme behandeln. Es ist immer das Ziel des Exekutivkomitees des Fremdsprachenfilmpreises, so umfassend wie möglich zu sein.“

## Soundtrack
| Nr.          | Titel                       | Künstler             | Länge |
| ------------ | --------------------------- | -------------------- | ----- |
| 1            | I Put a Spell on You        | Natacha Atlas        | 3:42  |
| 2            | Ana Oual Azab               | Mohammed Abdel Wahab | 8:58  |
| 3            | Fingers                     | Joi                  | 6:32  |
| 4            | Easy Muffin                 | Amon Tobin           | 5:02  |
| 5            | Wala Ala Baloh              | Amr Diab             | 5:07  |
| 6            | Les Kid Nappeurs Main Theme | Marc Collin          | 4:11  |
| 7            | Tango El Amal               | Nour el Houda        | 3:08  |
| 8            | Mumbai Theme Tune           | A. R. Rahman         | 5:13  |
| 9            | Definitive beat             | Mirwais              | 3:55  |
| 10           | Tango                       | Soap Kills           | 3:17  |
| 11           | Dub4me                      | Soap Kills           | 3:03  |
| Gesamtlänge: | Gesamtlänge:                | Gesamtlänge:         | 52:08 |